# Jarah Mariano
Jarah-Evelyn Makalapua Mariano (23 de noviembre de 1983) es una modelo estadounidense de origen nativo hawaiano y coreano, más conocida por sus apariciones en los Sports Illustrated Swimsuit Issue de 2008 y 2009.

## Biografía
Mariano nació en la ciudad de Lihue, en la isla de Kauai en Hawái, pero a la edad de 4 años se trasladó con su familia a California, donde se crio en la ciudad de Mission Viejo con sus dos hermanos mayores. Con 15 años fue descubierta en Santa Mónica, California, por un buscador de modelos. Después de graduarse de la escuela secundaria, se mudó a Nueva York, donde continuó con el modelaje y asistió a la Pace University como estudiante a tiempo completo, obteniendo una licenciatura en Comunicaciones de voz con una especialización en Ciencias de la Información.

### Carrera
Mariano ha aparecido en anuncios de Abercrombie & Fitch, MAC, Armani Exchange, Sephora, Old Navy, Dereon, Redken, Levi's, Pac Sun, Rock and Republic, y en catálogos de Victoria's Secret. Apareció en la edición de abril/mayo de 2007 para la edición del 5.º Aniversario Complex Magazine. Mariano hizo su debut en Sports Illustrated Swimsuit Edition en 2008 y volvió a aparecer en el número de 2009.
Las apariciones de Mariano en la televisión incluyen el vídeo musical de Jay-Z "Show Me What You Got" y un cameo en la serie de la NBC Chuck, papeles menores en "Minority Report" y "The Girl From Monday", así como un papel recurrente en "Rescue Me". En 2009, apareció en el vídeo musical de "Love Again", del grupo coreano de música experimental de fusión de Clazziquai.